# Дефенсор Спортинг
«Дефенсо́р Спо́ртинг» (исп. Defensor Sporting Club) — уругвайский футбольный клуб из города Монтевидео. Третий клуб Уругвая по достижениям в конце XX и начале XXI веков после двух самых титулованных и популярных клубов страны — «Пеньяроля» и «Насьоналя», хотя и с огромным (более чем десятикратным) отставанием от них. Четырёхкратный чемпион страны.

## История
Клуб был основан 15 марта 1913 года под названием Клуб Атлетико «Дефенсор». В 1989 году команда объединилась со «Спортинг Клуб Уругвай» и получила настоящее название — «Дефенсор Спортинг Клуб».
До середины 1970-х годов «Дефенсор» лишь дважды выигрывал Второй дивизион Уругвая. Однако с приходом в команду легендарного тренера профессора Де Леона, выигравшего с командой чемпионат Уругвая 1976 года, всё изменилось. Главная его заслуга состоит в организации спортивной школы «Дефенсора», известной во всём мире. Среди её выпускников значатся Себастьян Абреу, Андрес Флеркин, Марсело Техера, Дарио Сильва, Гонсало Варгас, Николас Оливера и другие.
Уже после объединения «Дефенсор Спортинг» выиграл ещё три чемпионата Уругвая, но более известен кубковый характер «фиолетовых». По количеству выигранных квалификационных турниров к Кубку Либертадорес — Лигильи — «Дефенсор Спортинг» опережает даже «Насьональ» (7 против 6; у «Пеньяроля» 12 побед). По количеству квалификаций в главный южноамериканский турнир через Лигилью «Дефенсор» занимает 3-е место в Уругвае.
В 2007 году «Дефенсор Спортинг» дошёл до четвертьфинала Кубка Либертадорес, где лишь в серии послематчевых пенальти уступил бразильскому «Гремио», будущему финалисту турнира.
В сезоне 2007/08 «Дефенсор Спортинг» в четвёртый раз в истории стали чемпионом Уругвая. В 2014 году «фиолетовые» превзошли свой результат на международной арене, дойдя до полуфинала Кубка Либертадорес.
По итогам сезона 2020 «Дефенсор Спортинг» вылетел из Примеры. В декабре 2021 года команда выиграла плей-офф за путёвку в Первый дивизион.
Главным соперником «Дефенсора» является географический сосед по Монтевидео — «Уондерерс».

## Достижения
- Чемпион Уругвая (4): 1976, 1987, 1991, 2007/08
- Вице-чемпион Уругвая (8): 1993, 1994, 1997, 2005, 2008/09, 2010/11, 2012/13, 2017
- Победитель Лигильи (8): 1976, 1979, 1981, 1989, 1991, 1995, 2000, 2006
- Обладатель Кубка Уругвая (1): 2022
- Полуфиналист Кубка Либертадорес (1): 2014

## Участие в международных турнирах
- Кубок Либертадорес (16): 1977, 1980, 1982, 1990, 1992, 1994, 1996, 2001, 2006, 2007, 2009, 2012, 2013, 2014, 2018, 2019
- Южноамериканский кубок (7): 2005, 2007, 2008, 2010, 2015, 2017, 2018
- Кубок КОНМЕБОЛ (2): 1995, 1997